# Gamsat Zadassa
Gamsat Zadassa (russisch Гамза́т Цадаса́, awarisch ЦӀадаса ХӀамзат; Gamzat Cadasa; Gamzat Tsadasa; * 9. August 1877 in Zada; † 11. Juni 1951) war ein awarischer Lyriker.

## Leben
Zadassa entstammte einer armen Bauernfamilie und verlor schon als Kind seine Eltern. Sein Zuname Zadassa bedeutet auf Awarisch „aus Zada“, der Name seines Geburtsortes. Er arbeitete beim Eisenbahnbau in Grosny, in einer Ziegelei in Wladikawkas und als Holzfäller. Nach der Ausbildung in einer Madrasa wurde er Dibir (Imam und Scharia-Richter) seiner Heimatgemeinde. Nach drei Jahren gab er diese Tätigkeit auf und lebte als Bauer.

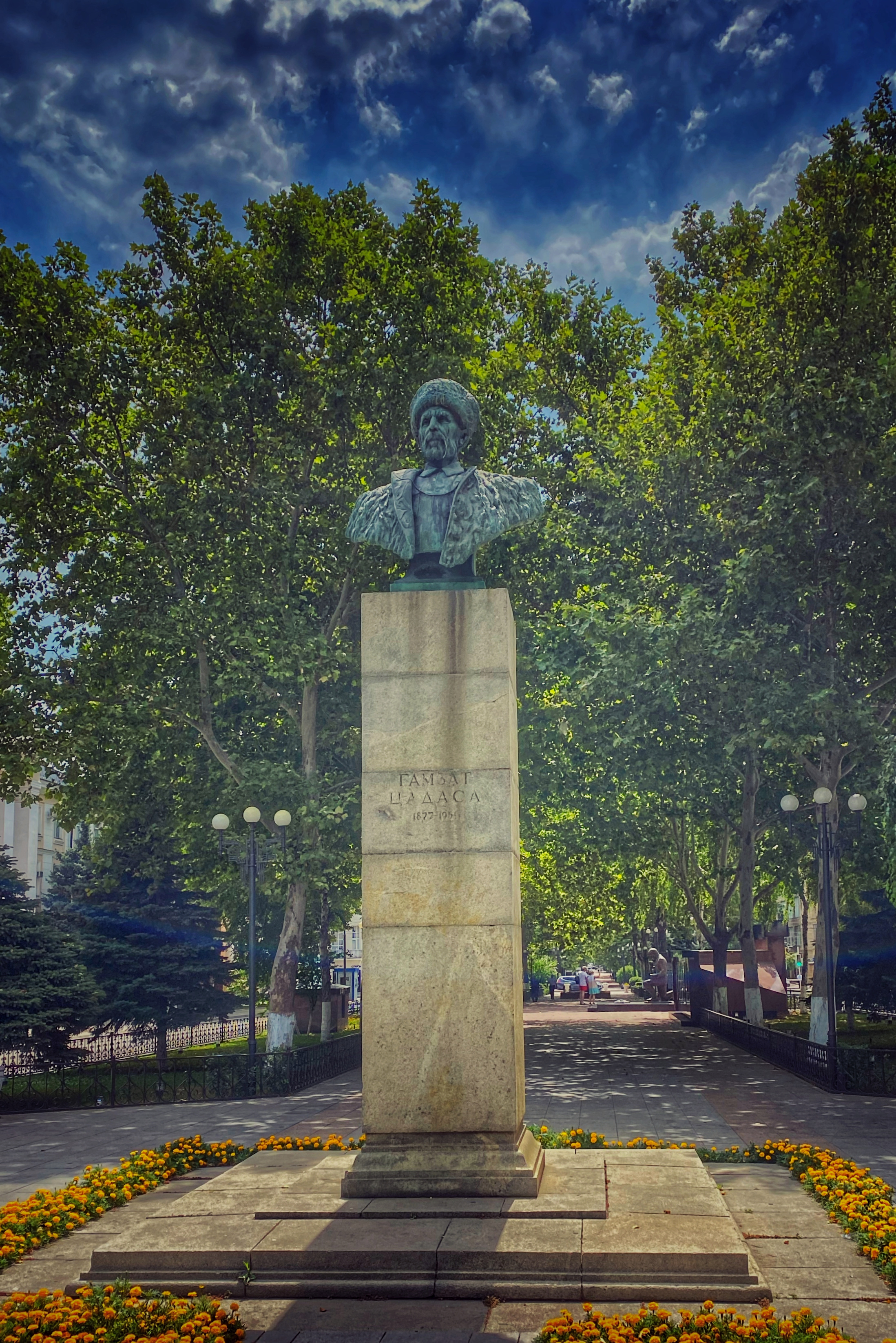
Grabmal von Gamsat Zadassa in Machatschkala

Als Lyriker debütierte Zadassa 1891 mit dem Gedicht Песня о собаке Алибека (Das Lied vom Hund Alibek). In der Folge trat er mit satirischen Gedichten wie Дибир и хомяк (Dibir und der Hamster) und Стихи о харчевне (Gedichte über die Schenke) hervor. Er war überzeugter Befürworter der Oktoberrevolution und arbeitete im Exekutivkomitee seines Heimatrayons und gab 1921–22 die Zeitschrift Красные горы (Rote Berge) heraus, wo er auch eigene Gedichte veröffentlichte. Ende der 1930er Jahre veröffentlichte er die Autobiographie Моя жизнь (Mein Leben).
Seine satirische Sicht auf die Laster des sowjetischen Systems, Bürokratie und Arroganz, Opportunismus und Karrierismus, kam in seiner 1934 erschienenen Gedichtsammlung Метла адатов (ГIадатазул жул – Adats Besen) zum Ausdruck. Großer Beliebtheit erfreute sich seine Gedichtsammlung За Родину (Für die Heimat) aus der Zeit des "Großen Vaterländischen Krieges". Er hielt während des Deutsch-Sowjetischen Krieges Ansprachen, besuchte die Front und gab die Zeitschrift Дагестан – своим фронтовикам (Dagestan – an seine Frontsoldaten) heraus. Zwei seiner Söhne fielen in dem Krieg.
1934 wurde Zadassa der Titel Volksdichter von Dagestan verliehen. Zugleich wurde er Mitglied des ДагЦИКА, des dagestanischen Schriftstellerverbandes innerhalb des Schriftstellerverbandes der UdSSR. 1939 wurde er mit dem Orden des Roten Banners der Arbeit ausgezeichnet. 1944 und 1947 erhielt er den Leninorden, 1950 den Stalinpreis. Er war Abgeordneter des Obersten Sowjets der Dagestanischen ASSR und des Obersten Sowjets der UdSSR. In seinem Heimatort Zada wurde ihm ein Museum gewidmet. Auch sein Sohn Rassul Gamsatow wurde als Schriftsteller bekannt.
Seine Tierfabeln Der Elefant und die Ameise und Der Löwe und der Hase wurden zu Zeichentrickfilmen verarbeitet (1948 bzw. 1949).